# Sergej Ovčinnikov
Sergej Ivanovič Ovčinnikov (in russo Сергей Иванович Овчинников?, traslitterazione anglosassone: Sergei Ivanovich Ovchinnikov; Mosca, 11 ottobre 1970) è un allenatore di calcio ed ex calciatore russo, di ruolo portiere.

## Palmarès
- Campionato russo: 2

Lokomotiv Mosca: 2002, 2004
- Coppa di Russia: 2

Lokomotiv Mosca: 1995-1996, 1996-1997
- Supercoppa di Russia: 2

Lokomotiv Mosca: 2003, 2005
- Coppa dei Campioni della CSI: 1

Lokomotiv Mosca: 2005
- Coppa del Portogallo: 2

Porto: 1999-2000, 2000-2001
- Supercoppa di Portogallo: 1

Porto: 2001